# Samuel Soares
Samuel Jumpe Soares (nascido a 15 Junho de 2002) é um futebolista profissional português que atua como guarda-redes. Atualmente joga pelo Benfica.1

## Carreira
Soares é um jogador formado nas academia do Benfica. Ele começou sua carreira sênior no Benfica B em 2021. Ele assinou um contrato profissional com o clube em 6 de outubro de 2022, vinculando-o ao clube até 2027. O seu primeiro jogo pela equipa principal do Benfica foi a 27 de maio de 2023 no jogo do título nacional número 38 do clube.

## Títulos
Benfica (Sub-19)
- Campeonato Nacional de Juniores: 2021–22
- UEFA Youth League: 2021–22
- Taça Intercontinental Sub-20: 2022

Benfica
- Primeira Liga: 2022–23
- Supertaça Cândido de Oliveira: 2023 e 2025[3]
- Taça da Liga: 2024–25